# 克里斯托弗·拉蒙特
克里斯托弗·拉蒙特（英語：Christopher Lamont；1982年12月7日—）是一位英國排球運動員，出生在格拉斯哥。他代表英國國家男子排球隊參加了2012年倫敦奧運會的排球比賽。